# Orquestra Sinfônica de Ribeirão Preto
A Orquestra Sinfônica de Ribeirão Preto (OSRP) é uma das mais importantes e tradicionais orquestras do interior do Brasil.

## Histórico
Fundada em 1938, por Max Bartsch, a OSRP é a segunda orquestra sinfônica profissional mais antiga em atividade no Brasil. Já se apresentou nas mais diversas salas de concerto do Brasil (Sala São Paulo, Theatro Municipal de São Paulo, Festival de Inverno de Campos do Jordão), e, desde sua fundação, seu principal palco para a apresentação tanto de concertos como de óperas tem sido o Theatro Pedro II em Ribeirão Preto. Já contou com várias gerações de maestros à sua frente, como Ignácio Stábile, Carlos Nardelli, Cônego Barros, Antônio Giammarusti, Edmundo Russomanno, Dinorá de Carvalho, Armando Belardi, Enrico Ziffer, Gian Luigi Zampieri e Spartaco Rossi.

## Óperas
A OSRP apresenta óperas no Theatro Pedro II desde sua fundação, entre elas, Rigoletto e La Traviata de Verdi, A Flauta Mágica de Mozart, Cavalleria rusticana de Mascagni, Madama Butterfly e Tosca de Puccini. A próxima apresentação prevista é La Bohème, de Puccini (março de 2011, no Theatro Pedro II).

## Maestros e solistas convidados
Destaca-se ainda a participação de maestros convidados ao longo de sua história, tais como Eleazar de Carvalho, Isaac Karabtchevsky, Filipe Lee, Ricardo Kanji, João Carlos Martins, Günter Neuhold, Mateus de Araújo, Alex Klein, Rubens Ricciardi e Olivier Toni, e ainda de solistas convidados, tais como Nelson Freire, José Eduardo Martins, Emmanuele Baldini, Dang Thai Son, Jacques Klein, Yara Bernette, Ruggiero Ricci, Nathan Schwartzman, Antônio Meneses, Duo Assad, Ricardo Castro, Trio Brasileiro, Emma Schmidt, Fernando Portari, Cláudia Riccitelli, Yuka de Almeida Prado, Rosana Lamosa, Julian Tryczynski, Matias de Oliveira Pinto e Jean Louis Steuerman.

## A OSRP e a música contemporânea
A OSRP em diversas fases apresentou repertório contemporâneo em seus concertos, quer sejam obras de compositores locais, como Pietro Giammarusti, Belmácio Pousa Godinho, Edmundo Russomanno e Ignácio Stabile, ou mantendo sempre em destaque obras de compositores brasileiros, como Antônio Carlos Gomes, Henrique Oswald, Luiz Levy, Alexandre Levy, Alberto Nepomuceno, Francisco Braga e Francisco Mignone. Como exemplo do espírito de inovação e dedicação para com a música moderna, num concerto a 21 de setembro de 1956, no Theatro Pedro II, foram executadas pela OSRP obras de Bartók (Dos quadros da Hungria), Katchaturian (Gayameh), Leopoldo Miguez (Elegia), Alexandre Levy (Samba), Cláudio Santoro (Ponteio) e Guerra-Peixe (A Inúbia do Caboclinho e Ponteado), sob regência do então maestro convidado Jorge Kaszás. Nos últimos anos, através de projetos em parceria com o Departamento de Música da FFCLRP-USP de Ribeirão Preto - http://musica.pcarp.usp.br, a OSRP voltou a apresentar com maior freqüência o repertório contemporâneo.

## História mais recente
De 1995 a 2000, Roberto Minczuk foi seu maestro titular.  Cláudio Cruz foi de 2002 a 2011.
Atualmente o cargo está por conta de Reginaldo Nascimento que,curiosamente,foi aluno de Cláudio Cruz na Universidade Livre de Música em São Paulo.Iniciou seus estudos na Congregação Cristã no Brasil
A Maestrina dos Coros é a Ucraniana Snizhana Drahan

## Séries realizadas no Theatro Pedro II
- Concertos Internacionais, com grandes solistas convidados
- Juventude Tem Concerto (desde 1996), concertos didáticos, visando a formação do público infanto-juvenil
- Concertos Sinfônicos, com solistas da própria orquestra